# Oliver Hazard Perry Morton
Oliver Hazard Perry Throck Morton, född 4 augusti 1823 i Wayne County, Indiana, död 1 november 1877 i Indianapolis, Indiana, var en amerikansk republikansk politiker. Han var den fjortonde guvernören i delstaten Indiana 1861-1867. Han representerade sedan Indiana i USA:s senat från 1867 fram till sin död.
Morton studerade vid Miami University i Oxford, Ohio. Han studerade juridik och inledde 1847 sin karriär som advokat.
Morton valdes 1860 till viceguvernör i Indiana. Han tillträdde i januari 1861 som guvernör efter bara två dagar som viceguvernör. Företrädaren Henry Smith Lane avgick för att tillträda som senator för Indiana. Morton efterträdde 1867 Lane som senator.
Mortons grav finns på Crown Hill Cemetery i Indianapolis.